# Gutshaus Nutzhorner Landstraße 1
Das Gutshaus Nutzhorner Landstraße 1 in Ganderkesee-Rethorn, 9 Kilometer nördlich vom Ortskern, wurde im frühen 18. Jahrhundert gebaut.
Die Gut Nutzhorn GmbH & Co. KG betreibt hier aktuell eine Tierzucht und Fleischproduktion.
Das Gebäude steht unter Denkmalschutz (siehe auch Liste der Baudenkmale in Ganderkesee).

## Beschreibung und Geschichte
Das eingeschossige elfachsige traufständige Gebäude in Fachwerk mit Steinausfachungen sowie Walmdach mit Schleppgaube über dem mittigen Eingang an der Straßenseite wurde um 1710 gebaut. Rückwärtig steht mittig ein Stallanbau wohl vom Ende des 19. Jhs. als Hallenhaus in Backstein mit Satteldach und korbbogigem Tor. In der Ecke zum Vorderhaus ist ein Portal mit Sandsteinrahmen und Dreiecksgiebel mit zwei Wappen (Addo Conrad von Bardenfleth (1665–1731) und Agnes von Schade (1671–1719)). Das Herrenhaus wurde 1995/98 saniert.
Auf dem großen, parkartig gestalteten Grundstück stehen mehrere jüngere Wirtschaftsgebäude.
Das Niedersächsische Landesamt für Denkmalpflege befand: „… geschichtliche Bedeutung … als beispielhaftes frühklassizistisches Herrenhaus mit jüngerem Wirtschaftsanbau … .“
Das adelige Gut wurde um 1500 häufig erwähnt. Es war der Stammsitz der Junker von Nutzhorn. Das Gut wurde unter zwei Töchtern aufgeteilt, deren Nachkommen im 18. Jahrhundert u. a. dem dänischen König und dem schwedischen König dienten. 1731 kamen die getrennten Güter wieder in eine Hand. 1792 wurde das Gut vom königlich dänischen Geheimen Rat Graf Georg von Münster-Meinhövel (1751–1802) verkauft. Das Zentrum des Gutes erwarb der Delmenhorster Ratsherr Schumann und 1876 das spätere (1895 bis 1903) Mitglied des Deutschen Reichstags Julius Conrad Müller (auch Müller-Nutzhorn genannt). Bald danach wurde es mehrfach veräußert.
Den vernachlässigten Hof kaufte der Bremer Kaufmann Ritter, Teilhaber der Tabakfirma Martin Brinkmann AG. Er ließ die Gebäude sanieren und verpachtete das landwirtschaftliche Gut an die Familie Hermann und Dora Garbade. Der Lehrbetrieb mit Milchvieh-, Huhn- und Schweinezucht sowie Getreide- und Tabakanbau war regional bekannt.
1986 erwarb die Familie Müller das Gut zum Zweck der Tierzucht und der Fleischproduktion (Gut Nutzhorn GmbH & Co. KG).